# Isoflavone
L'Isoflavone è il capostipite di una serie di composti chimici naturali nota col nome di isoflavoni, una sottoclasse dei composti fenolici di origine vegetale appartenenti alla più ampia classe dei flavonoidi. La struttura chimica è basata su uno scheletro C15 di atomi di carbonio composto da due anelli aromatici ed uno eterociclico; un anello aromatico (anello A) risulta condensato con l'eterociclico (anello C) ed il terzo (anello aromatico B) collegato a questi. La differenza con la struttura dei flavoni risiede nel legame in posizione 3 anziché 2 dell'anello B sull'anello C.
In contrasto con la maggior parte degli altri flavonoidi, gli isoflavoni sono tutti incolori e hanno una distribuzione tassonomica piuttosto limitata, sono presenti esclusivamente nelle Leguminosae e Iridaceae, e in particolare sono concentrati quasi totalmente nelle Faboideae (una sottofamiglia delle Leguminosae).

## Effetti farmacologici
Genisteina, Daidzeina e Cumestrolo (Trifolium pratense) sono deboli agenti estrogenici. La Genisteina, il maggior isoflavone presente nella soia (Glycine max L.), ha dimostrato alcune interessanti proprietà chemopreventive nei confronti del cancro con un meccanismo in parte dipendente dalla inibizione di alcune proteine tirosina chinasi coinvolte nella trasformazione tumorale, come la chinasi c-Src. La genisteina può anche modulare la funzione dell'enzima nucleare topoisomerasi, che serve al compattamento della cromatina e che funziona male in molti tipi di tumore.
Gli isoflavoni del germe di soia sono inoltre efficaci contro alcuni disturbi tipici della menopausa, come le vampate di calore. Questo effetto dipende in parte dalla loro azione agonista sul recettore intracellulare degli estrogeni (ER-alfa). 
Molto recentemente è stato possibile appurare con ricerche di laboratorio che la genisteina è capace di modulare le concentrazioni intracellulari dell'adenosin-monofosfato ciclico o cAMP, un secondo messaggero che media innumerevoli azioni biochimiche anche a livello dei vasi sanguigni. 
Il bersaglio della genisteina in questo caso sarebbe l'enzima preposto alla degradazione di questo nucleotide, la AMP ciclico fosfodiesterasi.

## Altre proprietà
L'isoflavone Rotenone è un insetticida naturale; i cumestani sono delle fitoalessine, in altre parole delle sostanze prodotte dalla pianta come risposta ad un attacco batterico o parassitario.

## Classificazione
A seconda delle ulteriori modificazioni della struttura chimica si identificano dieci sottgruppi principali di isoflavoni:
- Isoflavone
- Isoflavanone
- Isoflavanolo
- Pterocarpano
- Rotenoide
- Isoflavan-3-ene
- Cumestano
- Isoflavano
- Cumaranocromone
- Cumaranocromene

## Elenco Isoflavoni
L'elenco riguarda solo l'aglicone
| Cumestrolo    |
| Daidzeina     |
| Formononetina |
| Gliciteina    |
| Genisteina    |